# Vihtasensaari
Vihtasensaari är en ö i Finland. Den ligger i sjön Asikkalanselkä och i kommunen Asikkala i den ekonomiska regionen  Lahtis ekonomiska region  och landskapet Päijänne-Tavastland, i den södra delen av landet, 130 km norr om huvudstaden Helsingfors. Öns area är 10,4 hektar och dess största längd är 0,6 kilometer i sydväst-nordöstlig riktning.